# 여녕공주
여녕공주 주씨(汝寧公主 朱氏, ? ~ ?)는 명나라 초기의 공주로, 명 태조 주원장(홍무제)의 5녀이다.

## 행적
홍무 15년 4월 29일(1382년 6월 11일), 길안후 육중형의 아들 육현과 결혼하였다.

## 출전
1. ↑  중앙연구원 음양력 변환기
2. ↑  (청) 장정옥 외, 《명사》, 권121 열전 제9 공주 중 태조의 열 여섯 딸
3. ↑  《명태조실록》 제144권, 홍무 15년(1382) 4월 29일(무신) 1번째 기사